# Historycyzm
Historycyzm – pejoratywna nazwa poglądu filozoficznego (neutralną jest historyzm) głoszącego, że w historii istnieją nieubłagane prawa i rozwija się ona w określonym kierunku, aby osiągnąć teoretycznie konieczny cel. Pojęcie zostało wprowadzone przez Karla R. Poppera. Pogląd ten występuje w wielu systemach filozoficznych. Najpełniej został wyrażony przez Hegla, a następnie został zaadaptowany do marksizmu.